# Mussaenda rivularis
Mussaenda rivularis är en måreväxtart som beskrevs av Friedrich Welwitsch och William Philip Hiern. Mussaenda rivularis ingår i släktet Mussaenda och familjen måreväxter.

## Underarter
Arten delas in i följande underarter:
- M. r. redheadii
- M. r. rivularis